# Ruf BTR2
El Ruf BTR2 es un automóvil deportivo producido por Ruf Automobile. Basado en el Porsche 993 Carrera, sucedió al BTR original. El BTR2 fue uno de los coches de carretera más rápidos de su época, alcanzando una velocidad máxima de 308 km/h (191 mph).

## Historia
El BTR2 comenzó su producción en 1993, como un homenaje al primer automóvil fabricado por la compañía, poco después del lanzamiento de su modelo base, el Porsche 911 (993). Precedió a la introducción de la generación 993 del 911 Turbo en 2 años, lo que lo convirtió en el primer modelo 993 turboalimentado producido. El BTR2, basado en el 911 Carrera, solo estaba disponible con tracción trasera y presentaba una configuración de turbo único y una carrocería estrecha, mientras que el 993 Turbo tenía un sistema de tracción total, dos turbocompresores secuenciales y una carrocería ancha.

## Especificaciones
El BTR2 funciona con un motor plano de seis cilindros de 3.6 L basado en la unidad del 993 Carrera, pero mejorado con un solo turbocompresor con 11.6 psi de presión de sobrealimentación, intercambiador de calor, árboles de levas modificados, un enfriador de aceite auxiliar, un nuevo sistema de escape, relación de compresión reducida (de 11,3:1 a 8,4:1) y un sistema de gestión del motor Bosch Motronic. Estas actualizaciones permitieron que el motor generara 420 CV (309 kW; 414 HP) a 5000 rpm y 435 lb·pie (589,8 N·m) de par a 4800 rpm. Otros cambios mecánicos incluyeron una transmisión manual RUF de 6 velocidades, suspensión rebajada 30 mm, barras estabilizadoras más rígidas, diferencial de deslizamiento limitado con bloqueo del 60 por ciento y frenos más grandes (320 mm delante y 300 mm detrás). También presentaba llantas de aleación Ruf de 18 pulgadas y 5 radios, asientos envolventes especiales, parachoques rediseñados y un alerón trasero fijo de "cola de ballena" que recuerda al que se encuentra en el Porsche 964 Turbo. El coche podía acelerar desde 0-62 mph (0-100 km/h) en 4,1 segundos y podía alcanzar una velocidad máxima de 191 mph (308 km/h). La revista de automóviles Car & Driver probó un BTR2 y encontró que el automóvil era capaz de acelerar de 0 a 60 mph (97 km/h) en 3,7 segundos, de 0 a 150 mph (241 km/h) en 26,2 segundos y completar el cuarto de milla en 12,2 segundos a 115 mph (185 km/h).